# Marble Arch Cave
Marble Arch Cave – jaskinia krasowa w  Wielkiej Brytanii, w Irlandii Północnej.
Marble Arch Cave została utworzona w płaskowyżu zbudowanym z wapieni karbońskich przez podziemne przepływy potoków spływających z masywu Cuilcagh.
W Marble Arch Cave występuje bogata szata naciekowa m.in. stalaktyty oraz wodospady naciekowe.